# Schlotheimia ferruginea
Schlotheimia ferruginea là một loài Rêu trong họ Orthotrichaceae. Loài này được (Bruch ex Hook. & Grev.) Brid. miêu tả khoa học đầu tiên năm 1826.